# Marie-Sophie Hindermann
Marie-Sophie Hindermann (* 26. Mai 1991 in Tübingen) ist eine ehemalige deutsche Stabhochspringerin und ehemalige Leistungsturnerin.
Hindermann trainierte im Bundesstützpunkt Stuttgart bei Tamara Khokhlova. Ihr Paradegerät war der Stufenbarren. An diesem Gerät erreichte sie bei den Weltmeisterschaften 2007 einen fünften Platz.

## Karriere
International machte Hindermann erstmals 2006 auf sich aufmerksam. Bei der Junioren-Europameisterschaft in Volos gewann sie die Silbermedaille am Sprung sowie Bronzemedaillen am Stufenbarren, im Einzel-Mehrkampf und mit der Mannschaft. 2007 setzte Hindermann ihre Karriere bei den Senioren fort. So gehörte sie bei den Weltmeisterschaften in Stuttgart der deutschen Mannschaft an, die sich mit einem zehnten Platz für die Olympischen Sommerspiele 2008 in Peking qualifizieren konnte. Zudem war Hindermann mit Platz 14 beste Deutsche im Einzel-Mehrkampf und belegte am Stufenbarren einen fünften Platz. Nach den Olympischen Spielen 2008 in Peking musste sich Hindermann einer Operation der rechten Achillessehne unterziehen. Nach langer Regenerationsphase verpasste Hindermann im September 2009 die Qualifikation für das deutsche Team für die Weltmeisterschaften in London. Beim Weltcup-Turnier in Doha (Katar) erreichte Hindermann anschließend Platz drei am Stufenbarren und Rang fünf am Boden. Im Februar 2010 erteilte die FIG der mit 1,75 m für eine Turnerin ungewöhnlich großen Hindermann die Sondererlaubnis, die Stufenbarrenholme bei Wettkämpfen um 10 cm zu erhöhen. Dies sorgte beim Weltcup in Cottbus aufgrund der notwendigen Umbauten für eine Verzögerung der Wettkämpfe. Bei den Europameisterschaften 2010 in Birmingham stellte dies kein Problem dar, da hier andere Geräte verwendet wurden. Hier erreichte Hindermann mit der deutschen Mannschaft einen neunten Platz in der Qualifikation. Damit verfehlte die Mannschaft um 0,725 Punkte den Einzug in das Finale. Im September 2010 verletzte sich Hindermann bei einem Sturz während des Stufenbarrentrainings am Ellenbogen und musste zwei Wochen lang eine Schiene tragen, um den Arm ruhigzustellen. Daher konnte sie nicht an den Deutschen Meisterschaften in Berlin teilnehmen und verpasste auch die Turn-WM 2010. Mit dem EnBW-Turn-Team Stuttgart-Ulm konnte Hindermann 2007 und 2009 den Titel in der Deutschen Turnligagewinnen, mit dem MTV Stuttgart 2010, 2012 und 2013. 
Im Dezember 2012 gab Hindermann ihren Rücktritt vom Turnsport bekannt. Gleichzeitig begann sie bei der LAV Tübingen mit dem Stabhochsprung. Bei den deutschen Meisterschaften 2013 in Ulm erreichte Hindermann mit übersprungenen 4,05 Metern auf Anhieb Platz 13. Im Frühjahr 2016 beendete sie verletzungsbedingt ihre sportliche Karriere.

## Persönliches
Hindermann legte 2009 das Abitur mit einer Note von 1,1 ab und wurde vom Deutschen Olympischen Sportbund neben der Kanutin Franziska Weber als „Eliteschüler des Sports“ ausgezeichnet. Ab Oktober 2009 war sie Zeitsoldatin bei der Sportfördergruppe der Bundeswehr. Ab Oktober 2012 studierte Marie-Sophie Hindermann Humanmedizin an der Universität Tübingen.